# Seminola
|  | Per a altres significats, vegeu «Seminole». |

Els seminola són una tribu índia de parla muskogi (grup hoka-sioux), el nom de la qual procedeix de la llengua creek isti simanoli "desertors" o "meridionals", o bé de l'espanyol cimarrón. Ells s'anomenaven Ikaniuksalgi "Gent de la Península".
Antigament vivien al nord de la Península de Florida. Actualment estan dividits en dos grups. El més nombrós viu a Wewoka (Oklahoma), i la resta viu a Florida, a les reserves de Big Cypress Swamp (els mikasuki), Brighton, Dania, Seminole i Tamiami Trail.

## Demografia

Bandera dels seminola que lluitaren amb els confederats

El 1822 eren 3.100 indis i 800 negres. El 1951 eren 2.757 individus, dels quals 1.700 eren de sang pura i uns 360 als Everglades; pel 1960 n'hi havia 675 a Florida (que augmentaren a 823 el 1970) i 2.600 a Oklahoma. I el 1990 n'hi havia 4.100 a Oklahoma i 2.500 a Florida, sense comptar 500 mikasukis. Segons el cens dels EUA del 2000, hi havia 27.431 seminola i 189 mikasuki.
Segons dades de la BIA del 1995, la seva distribució era:
- La Nació Seminola d'Oklahoma a la Wevoka Agency (Oklahoma), amb 16.338 registrats (13.533 a Oklahoma el 2011).
- La Tribu Seminola de Florida a la Seminola Agency (Florida), amb 15.572 registrats (4.801 a Florida).
- La Tribu Miccosukee, a Florida, amb 250 habitants segons el cens de 2010.

## Costums
Formaren part dels creek en temps antics, especialment del grup del SO o hitchitis, i d'ells en mantingueren la major part dels costums. Estaven dividits en 14 clans (Cérvol, Vent, Castor, Ós, etc.) i vivien en cases de plataforma anomenades chickees, fetes de palmeres i palla en pals sobre terra. I vivien del conreu de verdures i tabac, de la cacera de mamífers marins, tortugues, cocodrils i mofetes, i de la pesca. Un dels plats típics és el sofki, sopa de moresc amb cendra de fustes.

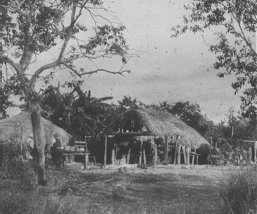
Un chickee, habitatge tradicional seminola

Creien en Fishakikomechi, creador del món, que s'havia d'enfrontar a Yohewa, força del mal. L'organització és familiar matrilinial però encara queden restes dels antics clans. Antigament, el matrimoni es feia estrictament entre els membres del clan. Durant la pubertat, les noies rebien un collaret de contes.
Vestien roba multicolor cosida amb bandes intercalades, i les dones duien faldilles llargues que antigament es feien amb pell de cérvol. Els homes duien barrets de roba similars a turbants, i les dones complicadíssims pentinats. En començar el segle XX tenien 20 poblats, els principals dels quals eren Mikasuki i Tallahassee. Els de Mikasuki eren anomenats Red Stick perquè el seu emblema de guerra era un bastó vermell. D'altre grups eren els oconi i eufoula. Els de Florida han conservat la majoria dels costums creek, com la beguda negra, el busk o dansa del moresc verd i la monogàmia. Els mikasuki encara empren per pescar canoes de perxa. Fins i tot tenen una emissora de televisió pròpia.

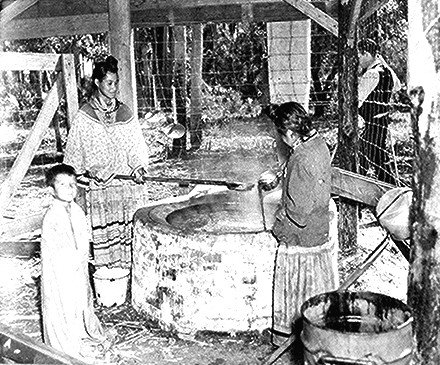
Dones seminola cuinant xarop de canya a Florida, 1941

## Història
Formaven part del poble creek fins que el 1715, quan els anglesos deportaren els apalachee i timucua de Florida, i s'establiren al Nord de Florida, ocupant les terres entre els rius Sissimneem, Withlacoochee i el llac Okeechobee. Venceren yamasees i espanyols, i desplaçaren els oconi. D'antuvi eren considerats creek, potser originaris del Sud de Geòrgia cap a Florida, però ja des del 1785 eren considerats com a tribu a part. El 1813 reberen més aportacions de fugitius creek i esclaus fugitius. Per aquest motius el 1816 patiren una incursió de caçadors d'esclaus, que en mataren 300 seminoles en venjança per la mort d'un grup de caçadors d'esclaus.
En els anys 1817-1818 entraren en guerra amb els nord-americans, quan aquests declararen la guerra als espanyols a causa de la fugida dels esclaus negres, que eren ben acollits a la tribu. Andrew Jackson els va envair i penjà els comerciants instigadors Arbuthnot i Ambrister. La guerra acabaria el 1819, amb la compra de Florida dels EUA a Espanya. En el tractat, el govern dels EUA es comprometia a respectar els drets dels indis i a tractar-los amb justícia.
El 6 d'octubre del 1823 uns 70 caps seminola discutiren el projecte de trasllat vers Oklahoma amb el governador de Florida, William duVal. Després de la Indian Removal Act el 1832 se signà el Tractat de Fort Gibson, però no el signaren ni Micanopy ni Eematla/King Philip, cosa que li restaria efectivitat.
Tot i així, pel Tractat de Payne’s Landing del 1832 foren ordenats a abandonar Florida i a marxar cap a l'Oest del Mississipi (Oklahoma), però això no afectava a aquells que tenien sang negra. Per això gran part de la tribu es va rebel·lar sota el comandament d'Asi Yoholo o Osceola (1804-1838) el nom del qual volia dir "Beguda Negra", i que s'havia casat amb Checoter/Morning Dew, una esclava fugida que no era afectada pel trasllat i a qui més d'un cop van intentar rescatar els caçadors d'esclaus.
El trasllat s'iniciaria l'1 de desembre del 1835, però el 28 de desembre del 1835 Osceola degollà una columna de 107 soldats del general Dade, i matà Charley Emathla, cap seminola partidari de marxar cap a Oklahoma, i al general William Thompson, agent indi a Fort King. Inicià així una guerra sanguinolenta des de l'1 de gener del 1836 que acabaria el 1842, amb la mort de mil cinc-cents soldats i la pèrdua de 10 milions de $. Els principals dirigents seminola foren també Jumper, Alligator i Micanopy, i s'enfrontaren uns 3.000 guerrers contra 200.000 soldats. L'octubre del 1837 Osceola fou empresonat a traïció amb Micanopy i 11 més a San Agustin pel general T.S. Jesup quan anaven a demanar la llibertat de King Philip, i morí el 20 de gener del 1838 a Fort Moutrie (Charleston, Carolina del Nord).
El seu successor, Wildcat, va continuar la lluita fins al 1841, quan es va rendir. Finalment, el 1842 la major part d'ells (uns 3.800 indis, 5.000 segons altres fonts) foren traslladats a Territori Indi, i llurs descendents s'uniren a les Cinc Tribus Civilitzades. Allí formaren 25 viles dirigides per un tustanugee. Però el 1856 se'ls assignà una altra reserva per disturbis amb els creek que provocaren protestes. El 1850 un grup liderat per Coacooche/Wild Cat marxaria vers Eagle Pass (Texas), on encara viuen llurs descendents. El 1860 crearen un Consell Tribal, però al guerra de secessió els va dividir: tot i que les tres quartes parts d'ells restaren neutrals, el cap John Jumper, fill de Jumper, es posà de part dels confederats, mentre un altre grup formà la Home Guard Brigade dins les tropes unionistes.
Per aquest motiu, el 1866 els obligaren a cedir dos milions d'acres als EUA a canvi de 200.000 més, i el 1868 foren reconeguts com a Seminola Nation of Oklahoma. Però el 1890 començaren a aplicar-los la Dawes Act del 1887, dissolgueren la propietat col·lectiva de la terra, el 1895 el ferrocarril travessà el territori (portant-hi moltíssims colons), i el 1898 se’ls aplicaria la Seminola Agreement Allotment, pel qual es parcel·laria la propietat de la tribu. Endemés, quan es constituí l'Estat d'Oklahoma, els governs tribals, inclòs el dels seminola, foren dissolts.
Tingueren nous conflictes el 1923, amb el descobriment de petroli al seu territori l'obertura del Greater Seminole Oil Field. Els caps Alice B. Davis (1923-1925) i George Jones (1925-?) es posaren ferms en la postura de no vendre terra tribal a les petroleres. Fins al 1969 no aconseguiren el dret de refer la Constitution of Seminola Nation of Oklahoma, que els permetria escollir un Seminola Council de 28 membres (dos per cadascun dels 14 clans), i el 1970 obtingueren el dret a escollir els seus propis caps i a construir escoles.
Un altre grup, menys nombrós (300 individus, 500 segons altres fonts), es quedà als Everglades de Florida, foren oblidats i augmentarien considerablement. Es dividiren en dos grups: Mikasuki i Cow Creek. El 1855 descobririen un altre grup als Everglades, dirigit per Billy Bowlegs (162 indis), qui després d'algunes escaramusses (considerades com a la Tercera Guerra Seminola) foren duts també a Oklahoma. El 1880 el Bureau of American Ethnology afirmava, però que encara en quedaven uns 208 a Florida.
Entre el 1905 i el 1921 es produïren conflictes de terres a causa del drenatge dels Everglades. El 1911 es crearen les dues primeres reserves a Florida, Big Cypress (42.800 acres) i Dania (480 acres). Però això no pogué evitar que durant la Primera Guerra Mundial els esquilmessin la terra amb la promoció del turisme. El 1927 obriren la primera escola a Dania i el 1928 travessà el seu territori la carretera de Tampa a Tallahassee. I el 1935 fou creada la reserva de Brighton (108.000 acres). Durant aquells anys es renovaren les tradicions populars mercè el pastor baptista Josie Billie (1887-?), fill d'un mikasuki, qui va renovar les cerimònies Busk a Florida.
Durant els anys 50 se salvaren de la Termination Bill mercè la Domination Atlantic Railway. Endemés, el 1957 es constituí la Seminola nation amb un govern tribal propi, el Seminola Tribal Council, alhora que el 1962 els mikasuki foren reconeguts també com a tribu.
El 1966 un grup de mikasukis visità Cuba amb el tuscarora Mad Bear Anderson (AIM), quan lluitaven pel Projecte de Reclamació dels Everglades, i "reconeguren" el govern de Fidel Castro. El 1960-1980 milloraren l'economia de les reserves amb la creació de supermercats, restaurants i petites indústries. Fins al 1967 no hi fou escollida com a membre la primera dona, Betty Mae Jumper.
El 1990 el govern dels EUA els retornà 46 milions de $, que foren repartits el 75% pels d'Oklahoma i el 25% per als de Florida. Per altra banda, el 1987 Billy Cypress era el cap dels mikasuki.

## Caps dels seminoles de Florida
| caps principals |                         |                              |
| període         | cabdill                 | dates naixement (*)/mort (†) |
| 1750 - 1785     | Cowkeeper (Abaya)       |                              |
| 1785 - 1812     | King Payne              |                              |
| 1812 - 1821     | King Bowlegs            |                              |
| 1821 - 1849     | Mikanopi (Sint Chakkee) | († 1849)                     |

| caps de guerra |                              |                              |
| període        | cabdill                      | dates naixement (*)/mort (†) |
| 1835 - 1837    | Osceola (William Powell)     | 1804 - 1838                  |
| 1837 - 1842    | Abiaka (Sam Jones)           | 1774 - 1866                  |
| 1856 - 1858    | Holata Micco (Billy Bowlegs) | 1810 - 1864                  |

| portaveus   |                       |                              |
| període     | portaveu              | dates naixement (*)/mort (†) |
| 1953 - 1967 | Bill "Billy" Osceola  |                              |
| 1967 - 1971 | Betty Mae Jumper      | (* 1923)                     |
| 1971 - 1979 | Howard E. Tommie      |                              |
| 1979 - 2001 | James E. "Jim" Billie | (* 1944)                     |
| 2001 -      | Mitchell Cypress      | (* 1947)                     |

## Caps dels seminoles d'Oklahoma
| període     | cabdill                        | dates naixement (*)/mort (†) |
| 1839 - 1841 | Mikanopi                       | († 1849)                     |
| 1841 - 18.. | Miconnutcharsar "Jim Jumper"   |                              |
| 18.. - 1865 | John Jumper                    | (1820 - 1896)                |
| 1866 - 1881 | John Chupco                    | († 1881)                     |
| 1881 - 1882 | Hulputta Che                   |                              |
| 1882 - 1885 | John Jumper                    |                              |
| 1885 - 1901 | John Frippo Brown (primer cop) |                              |
| 1901 - 1905 | Hulputta Micco                 |                              |
| 1905 - 1919 | John Frippo Brown (segon cop)  |                              |
|             |                                |                              |
| 1922 - 1935 | Alice Brown Davis              | (1852 - 1935)                |
| 1935 - 1936 | Chilli Fish                    |                              |
| 1936 - 1942 | George Jones                   |                              |
| 1942 - 1944 | Willie Haney                   |                              |
| 1944 - 1946 | Jeffie Brown                   |                              |
| 1948 - 1952 | George Harjo                   | (1886 - 1952)                |
| 1952 - 1954 | Marci Cullie                   | (1910)                       |
| 1955 - 1959 | Philip Walker                  |                              |
| 1960 - 1969 | John A. Brown                  |                              |
| 1969 - 1972 | Terry Walker                   |                              |
| 1972 - 1973 | Floyd Harjo                    |                              |
| 1973 - 1977 | Edwin Tanyan (1r cop)          |                              |
| 1977 - 1978 | Richmond Tiger                 |                              |
| 1978 - 1981 | Tom Palmer                     |                              |
| 1979 - 1985 | James Milan                    |                              |
| 1985 - 1989 | Edwin Tanyan (2n cop)          |                              |
| 1989 - 2001 | Jerry Haney                    |                              |
| 2001 -      | Kenneth Edward Chambers        |                              |

## Llista de seminoles
- Osceola
- Wildcat
- John Jumper
- Billy Bowlegs
- John Chupco
- Betty Mae Jumper
- Alice Brown Davis
- George Harjo